# 애프터스쿨의 뷰티 바이블
《애프터스쿨의 뷰티 바이블》은 KBS W의 텔레비전 프로그램이다.

## 방송 개요
- 애프터스쿨의 여덟 멤버들이 자신들의 미용 노하우를 공개하고 새로운 정보를 직접 취재해 시청자들에게 소개하는 프로그램

## 방송 시간
- 매주 화요일 밤 9:00

## 출연자
- 애프터스쿨